# Подоштра
44°31′ пн. ш. 15°20′ сх. д. / 44.52° пн. ш. 15.33° сх. д.
Подоштра (хорв. Podoštra) — населений пункт у Хорватії, у Лицько-Сенській жупанії у складі міста Госпич.

## Населення
Населення за даними перепису 2011 року становило 177 осіб.
Динаміка чисельності населення поселення:

## Клімат
Середня річна температура становить 8,78 °C, середня максимальна – 22,73 °C, а середня мінімальна – -7,26 °C. Середня річна кількість опадів – 1174 мм.
| Клімат поселення                              | Клімат поселення | Клімат поселення | Клімат поселення | Клімат поселення | Клімат поселення | Клімат поселення | Клімат поселення | Клімат поселення | Клімат поселення | Клімат поселення | Клімат поселення | Клімат поселення | Клімат поселення |
| Показник                                      | Січ.             | Лют.             | Бер.             | Квіт.            | Трав.            | Черв.            | Лип.             | Серп.            | Вер.             | Жовт.            | Лист.            | Груд.            |                  |
| Середній максимум, °C                         | 6,00             | 7,42             | 10,70            | 14,77            | 19,35            | 22,64            | 22,73            | 22,38            | 18,50            | 14,19            | 8,92             | 5,01             |                  |
| Середня температура, °C                       | −0,63            | 0,79             | 4,07             | 8,13             | 12,73            | 16,00            | 18,14            | 17,79            | 13,92            | 9,61             | 4,34             | 0,44             |                  |
| Середній мінімум, °C                          | −7,26            | −5,85            | −2,56            | 1,51             | 6,09             | 9,38             | 13,56            | 13,23            | 9,34             | 5,04             | −0,24            | −4,15            |                  |
| Норма опадів, мм                              | 91               | 87               | 87               | 90               | 81               | 78               | 47               | 70               | 123              | 139              | 157              | 124              |                  |
| Середньомісячна швидкість вітру, м/с          | 2.67             | 2.78             | 2.95             | 2.82             | 2.58             | 2.38             | 2.35             | 2.27             | 2.42             | 2.59             | 2.94             | 2.95             |                  |
| Середньомісячна сонячна радіація, кДж/м²·день | 4566             | 7292             | 10690            | 15329            | 19471            | 21500            | 23378            | 19947            | 14670            | 9294             | 4859             | 3781             |                  |
| --------------------------------------------- | ---------------- | ---------------- | ---------------- | ---------------- | ---------------- | ---------------- | ---------------- | ---------------- | ---------------- | ---------------- | ---------------- | ---------------- | ---------------- |
| Джерело:                                      |                  |                  |                  |                  |                  |                  |                  |                  |                  |                  |                  |                  |                  |